# Ligusticum
Ligusticum es un género de cerca de 25 especies de plantas fanerógamas en la familia Apiaceae, nativa de regiones templadas frías del Hemisferio Norte.
Es alimento para las larvas de algunas especies de Lepidoptera, como Amphipyra tragopoginis que también  ha sido registrada en L. scoticum.

## Taxonomía
El género fue descrito por Carlos Linneo y publicado en Species Plantarum 1: 250. 1753. La especie tipo es: Ligusticum scoticum (L.) Lour.
Etimología
Su nombre se cree que deriva de la región italiana de Liguria.

## Especies
- Ligusticum acaule Turcz. ex Trautv.
- Ligusticum ajanense Koso-Pol.
- Ligusticum angelicifolium Franch.
- Ligusticum apiifolium (A.Gray) S.Watson
- Ligusticum argutum Nutt. ex Torr. & A.Gray
- Ligusticum brachylobum Franch.
- Ligusticum calderi Mathias & Constance
- Ligusticum californicum J.M.Coult. & Rose
- Ligusticum canadense Britton
- Ligusticum candicans Sol.
- Ligusticum filicinum S.Watson
- Ligusticum gingidium G.Forst.
- Ligusticum gmelini Cham. & Schltdl.
- Ligusticum grayi J.M.Coult. & Rose
- Ligusticum holopetalum (Maxim.) M.Hiroe & Constance
- Ligusticum hultenii Fernald
- Ligusticum huteri Porta
- Ligusticum ibukicola Y.Yabe
- Ligusticum integrifolium H.Wolff
- Ligusticum jeholense (Nakai & Kitag.) Nakai & Kitag.
- Ligusticum lucidum Mill.
- Ligusticum monnieri Calest.
- Ligusticum mutellina (L.) Crantz
- Ligusticum mutellinoides Vill.
- Ligusticum petraeum Cheeseman
- Ligusticum porteri J.M.Coult. & Rose
- Ligusticum scoticum (L.) Lour.
- Ligusticum sinense Oliv. - Kao-pau
- Ligusticum tenuifolium S.Watson ex Ramond
- Ligusticum vaginatum Spreng.
- Ligusticum verticillatum (Hook.) J.M.Coult. & Rose
- Ligusticum wallichii Franch. - Chuānxiōng

## Usos
Las raíces de dos especies se usan como hierba medicinal. L. wallichii es una de las 50 hierbas fundamentales de la herbología china, donde es llamada chuānxiōng (川芎); en inglés: Szechwan Lovage. L. porteri se usa en medicina alternativa occidental.
Ligusticum wallichii: sus raíces, y de L. porteri se embeben en etanol (whisky, vodka, etc.) por al menos un mes. La tintura resultante es efectiva, aunque pungente, y es linimiento para masajes musculares,  pudiéndose alacenarse (en un lugar fresco) indefinidamente.